# Robert LaSardo
Robert LaSardo (n. Brooklyn, Nueva York; 20 de septiembre de 1963) es un actor estadounidense de ascendencia italiana.
Aparece en muchas películas casi siempre en papeles secundarios y como miembro de alguna banda de origen latinoamericano, como mafioso o criminal. También aparece en shows de televisión, pero su más notable aparición la hace como Escobar Gallardo en la serie Nip/Tuck.
LaSardo empezó su carrera estudiando artes escénicas en el High School of Performing Arts en Nueva York, habiendo pasado antes por la academia Stella Adler Studio of Acting. Robert también estuvo en la Marina Americana durante cuatro años.
LaSardo es reconocible por sus extensos tatuajes que luce por todo su cuerpo.

## Filmografía
- Tiger Heart (película)
- Cortocircuito (1985) Miembro de una banda de ladrones de radios de coches.
- Moving (1988) es Perry
- King of New York (1990) Chico duro que trabaja para Frank White.
- Hard to Kill Ladrón en la tienda de licores. (1990)
- Law & Order Aparcacoches (1991)
- Out for Justice es Bochi (1991)
- Léon the Professional (1994) - Vendedor de drogas
- Tiger Heart es Paul (1995)
- Waterworld es Smitty (1995)
- Strangeland es Matt Myers (1998)
- In Too Deep (1999)
- Blue Streak (película) (1999)
- Expediente X (1999)
- In Hell (2003) es Usup, líder de una banda.
- Nip/Tuck es Escobar Gallardo.
- Ghost Whisperer es Julian Borgia (2005).
- Dirty es Roland (2005).
- Cold Case es Jesus Torres (2005)
- General Hospital es Manny Ruiz (septiembre de 2005 - 4 de julio de 2006) / Mateo Ruiz (18 de diciembre de 2006 - febrero de 2007)
- Mind of Mencia es Paulie Serrano (2006).
- Bones es Miguel Villeda (2006).
- CSI: Miami es Memmo Fierro, miembro de la banda Mala Noche (2006/2008/2010/2011).
- Half Past Dead 2 es Rivera 2007.
- Death Race es Grimm (2008).
- The Cleaner es Jack (2008).
- CSI: Crime Scene Investigation es Emilio Alvarado (2008).
- Tortured es Mo (2008).
- Autopsy es Scott (2008).
- The Human Centipede 3 (Final Sequence) es Convicto #297 (2015).
- Blood Circus es Deke (2017).
- The Mule es Emilio (2018).
- Damon's Revenge es Victor (2022).
- Project Skyquake es Scott (2022).
- Tommyknockers es Lucky (2022).
- The Legend of Jack and Diane es Cesar (2022).